# Смаилов, Ерлан Байкенович
Ерлан Байкенович Смаилов (каз. Ерлан Байкенұлы Смайылов, 27 января 1951, г. Ермак, Павлодарская область, КазССР) — советский и казахстанский государственный деятель.

## Биография
Смаилов Ерлан Байкенович родился 27 января 1951 года в городе Ермаке Павлодарской области.

### Образование
В 1979 году окончил Павлодарский индустриальный институт (заочно) по специальности инженер-строитель.

### Трудовая деятельность
Трудовую деятельность начал в 1968 году слесарем Ермакского завода ферросплавов, затем работал учителем физкультуры, каменщиком, лаборантом, старшим лаборантом Павлодарского индустриального института. 
С 1975 по 1978 год — старший инспектор Павлодарского облисполкома. 
В 1978–1980 годах — слесарь строительно-управленческой службы Экибастузской ГРЭС. Позднее работал инструктором и заведующим отделом Экибастузского горкома партии (1981–1984), первым заместителем председателя Экибастузского горисполкома (1984–1989), затем заместителем председателя Семипалатинского горисполкома (1989–1991).
В 1991 году — заместитель председателя госконцерна «Казэнергострой».
В 1991–1992 годах - распорядительный директор малого предприятия «Марал». 
В 1992–1993 годах - заместитель главы Экибастузской городской администрации. 
В 1993 году - генеральный директор корпорации «Камкор». 
В 1993–1994 годах - директор дирекции региональных структур и коммерции НАК «КАТЭП».
С 1994 по 1996 год — заместитель главы администрации, а затем акима Жезказганской области. 
С апреля 1996 по май 1997 года — аким Жезказганской области. После упразднения области её территория была включена в состав Карагандинской области.
С 1997 года — председатель наблюдательного совета, а с апреля 1999 года — президент энергетической компании «Казэнергосервис».

## Общественная деятельность
Был кандидатом в депутаты Верховного Совета Республики Казахстан 12-го (1990) и 13-го (1994) созывов.

## Семья
Женат. Супруга — Смаилова Алия Егеубаевна. Сын — Хакназар (род. 1984).